# Jefferson megye (Missouri)
Jefferson megye az Amerikai Egyesült Államokban, azon belül Missouri államban található. Megyeszékhelye Hillsboro, legnagyobb városa Arnold. Lakosainak száma 226 739 fő (2020. április 1.). Jefferson megye Saint Louis, Saint Francois, Washington, Franklin, Ste. Genevieve és Monroe megyékkel határos.

## Népesség
A megye népességének változása:
| Lakosok száma | 219 087 | 219 703 | 220 229 | 221 396 | 224 124 | 226 739 |
|               | 2010    | 2011    | 2012    | 2013    | 2015    | 2020    |